# Roman Vlad
Roman Vlad (Txernivtsí (Ucraïna), 29 de desembre, 1919, - Roma (Itàlia), 21 de setembre, 2013), va ser un compositor, musicòleg i pianista romanès, naturalitzat a Itàlia.

## Biografia
Roman Vlad va estudiar piano al Conservatori de la seva ciutat natal. El 1938 va emigrar a Itàlia, a Roma on va rebre la nacionalitat italiana el 1951. Va continuar els seus estudis a l'"Accademia nazionale di Santa Cecilia" de Roma amb Alfredo Casella on va obtenir el seu diploma el 1942. El mateix any va obtenir el "George Enescu Premi" amb una de les seves composicions.
Després de la Segona Guerra Mundial, Roman Vlad va continuar la seva activitat com a concertista i compositor, al mateix temps que es va convertir en un dels musicòlegs més apreciats, realitzant conferències i cursos de musicologia per tot Europa, als EUA i al Japó; entre 1954-1955 va ensenyar musicologia a la "Summer School of Music" de Dartington Hall.
Roman Vlad va ser una personalitat important del món musical italià i més enllà: director artístic de l'Academia Filarmonica Romana entre 1955-1958 i 1966-1969, codirector de la secció musical de l'"Enciclopedia dello Spettacolo" (1958-1962), president de la Societat Italiana de Música Contemporània (1960), director artístic del Maggio Musicale Fiorentino el 1964 i del Teatre Comunal de Florència (1968-1972), fou president de la Società Aquilana dei Concerti (1973-1992), superintendent de l'Òpera de Roma i director artístic de La Scala de Milà. Des de 1967 va ser codirector de "Nuova Rivista Musicale Italiana", entre 1973-1989 va ser director artístic de l'Orquestra Simfònica de la RAI de Torí. Entre 1980-1982 i 1990-1994 va ser president de la CISAC (Confédération Internationale des Auteurs et Compositeurs) i de 1987 a 1993 va ser president de SIAE (Società Italiana degli Autori ed Editori). Va compondre la banda sonora de més de 20 pel·lícules, el 1950 va rebre el premi "Nastro d'Argento" per les seves partitures cinematogràfiques.
Durant la seva llarga carrera va rebre nombrosos reconeixements oficials entre els quals: Doctor Honoris Causa de la Universitat Nacional d'Irlanda (1974), membre de la Koninlijke Academie voor Wetenschappen, Letteren en Schone Kunsten a Bèlgica, Commandeur des Arts et des Lettres à l'Académie des Arts et des Lettres a França.
Va ser el President d'Honor de l'edició 2001 del Festival i Concurs Internacional "George Enescu".